# Edward Herbert Thompson
Edward Herbert Thompson (ur. 28 września 1856 w Worchester w stanie Massachusetts, zm. 11 maja 1935 w Plainfield w stanie New Jersey) – amerykański archeolog i dyplomata, specjalista z zakresu historii i kultury Majów.

## Życiorys
Zainteresowanie archeologią zaszczepiła w nim prawdopodobnie matka Gladwin, z którą jeszcze jako dziecko, wspólnie poszukiwał grotów strzał w pobliskich strumieniach. Później na farmie swojego wujka odnalazł wraz z przyjacielem kilka indiańskich artefaktów, które przekazał Stowarzyszeniu Historii Naturalnej Hrabstwa Worcester. Nigdy jednak nie posiadł formalnego wykształcenia archeologicznego. Przez długi czas bronił popularnego ówcześnie pseudonaukowego poglądu o pochodzeniu cywilizacji mezoamerykańskich z Atlantydy, m.in. w opublikowanym w 1879 roku na łamach Popular Monthly artykule Atlantis Not a Myth. Zwrócił nim uwagę Stephena Salisbury’ego Jr., który był wiceprzewodniczącym Amerykańskiego Stowarzyszenia Antykwarskiego. W 1885 roku Salisbury poinformował go, że stowarzyszenie oraz Peabody Museum postanowiło mianować go badaczem starożytnych kultur na Jukatanie. W latach 1885–1909 dzięki wsparciu senatora George’a Frisbie Hoara pełnił funkcję amerykańskiego konsula w Mérida na Jukatanie. Okres służby dyplomatycznej poświęcił badaniom archeologicznym oraz zgłębianiu kultury Majów, nauczył się m.in. ich języka.
Przez ponad 40 lat pobytu w Meksyku prowadził badania stanowisk związanych z cywilizacją Majów, w tym najważniejsze na stanowisku w Chichén Itzá. W 1894 roku zakupił ziemię na której położone było to starożytne miasto, poświęcając się zakończonym sukcesem wieloletnim poszukiwaniom opisanej przez Diego de Landę świętej cenote. Z dna studni wydobył wiele artefaktów, które przekazał do Peabody Museum. W 1926 roku rząd meksykański oskarżył Thompsona o nielegalny wywóz zabytków i odebrał ziemię, zmuszając go do powrotu do USA. Swoje badania opisał w wydanej w 1932 roku pracy The People of the Serpent.
Zmarł 18 maja 1935 roku w wieku 79 lat w Plainfield w stanie New Jersey.